# Щеврик береговий
Ще́врик береговий (Anthus melindae) — вид горобцеподібних птахів родини плискових (Motacillidae). Мешкає в Кенії і Сомалі.

## Підвиди
Виділяють два підвиди:
- A. m. mallablensis Colston, 1987 — південь центрального Сомалі;
- A. m. melindae Shelley, 1900 — південне Сомалі, північно-східна Кенія.

## Поширення і екологія
Берегові щеврики мешкають на східному узбережжі Сомалі і Кенії. Вони живуть на прибережних і заплавних луках та на пасовищах.